# Milutin Osmajić
Milutin Osmajić (en monténégrin : Милутин Осмајић), né le 25 juillet 1999 au Monténégro, est un footballeur international monténégrin qui joue au poste d'ailier gauche au Preston North End.

## Biographie

### FK Sutjeska Nikšić
Milutin Osmajić commence sa carrière professionnelle avec le Sutjeska Nikšić. Il joue son premier match en professionnel le 10 mars 2018, à l'occasion d'une rencontre de championnat face au FK Mladost Podgorica (0-0 score final).
Le 2 décembre 2020, Osmajić réalise son premier doublé lors d'une rencontre de championnat face au FK Rudar Pljevlja.

### Cadix CF
Le 10 juillet 2021, Milutin Osmajić rejoint Cadix CF, où il signe un contrat courant jusqu'en juin 2024. Il impressionne lors des matchs amicaux de présaison avant de faire ses débuts officiels avec le club le 14 août 2021, face au Levante UD, lors de la première journée de la saison 2021-2022 de Liga. Il entre en jeu à la place de Jens Jønsson et les deux équipes se neutralisent (1-1).
Le 31 janvier 2022, lors du mercato hivernal, Milutin Osmajić est prêté en Turquie au Bandırmaspor (en).

### En sélection
il est aussi connu pour avoir profèré des insultes racistes à un adversaire lors d’un match.
Avec les espoirs, il inscrit trois buts rentrant dans le cadre des éliminatoires de l'Euro espoirs. Il marque un but contre le Luxembourg en octobre 2018, puis un doublé contre le Kazakhstan en septembre 2020.
Milutin Osmajić honore sa première sélection avec l'équipe du Monténégro le 11 novembre 2020, face au Kazakhstan. Ce jour-là il entre en jeu en cours de partie à la place de Vladimir Jovović, et les deux équipes se neutralisent (0-0). Par la suite, le 13 novembre 2021, il délivre sa première passe décisive, contre les Pays-Bas. Ce match nul (2-2) rentre dans le cadre des éliminatoires du mondial 2022.